# Geografia Arabii Saudyjskiej

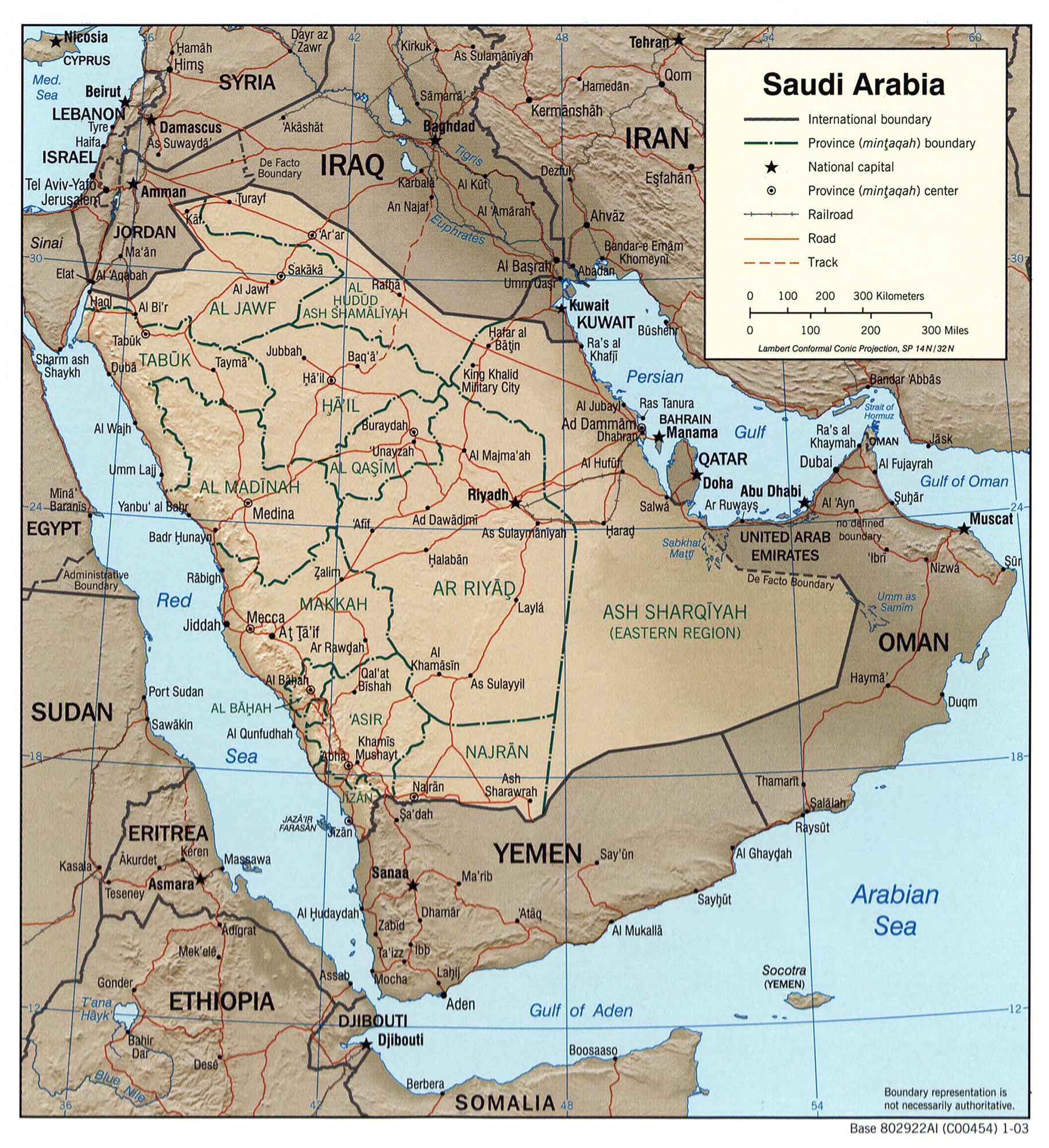
Mapa Arabii Saudyjskiej

Arabia Saudyjska jest dużym państwem położonym w Azji Południowo-Zachodniej, na ogromnej większości Półwyspu Arabskiego. Arabia Saudyjska jest centrum świata islamskiego. Znajdują się tam dwa święte miejsca religii muzułmańskiej: Mekka i Medyna. Obecny kształt państwa został nadany w 1932 roku, gdy powstało Królestwo Arabii Saudyjskiej, gdzie po dziś dzień panuje tam dynastia Saudów.

## Powierzchnia i granice
Powierzchnia 2 149 700 km²
Skrajne punkty: północny 32°00'N, południowy 15°00'N, zachodni 34°00'E, wschodni 55°50'E. Arabia Saudyjska jest szeroka na około 1200 km, a długa na około 1880 km.
Arabia Saudyjska graniczy z następującymi państwami:
- Jordania – 742 km
- Irak – 814 km
- Kuwejt – 222 km
- Katar – 40 km
- Zjednoczone Emiraty Arabskie – 586 km

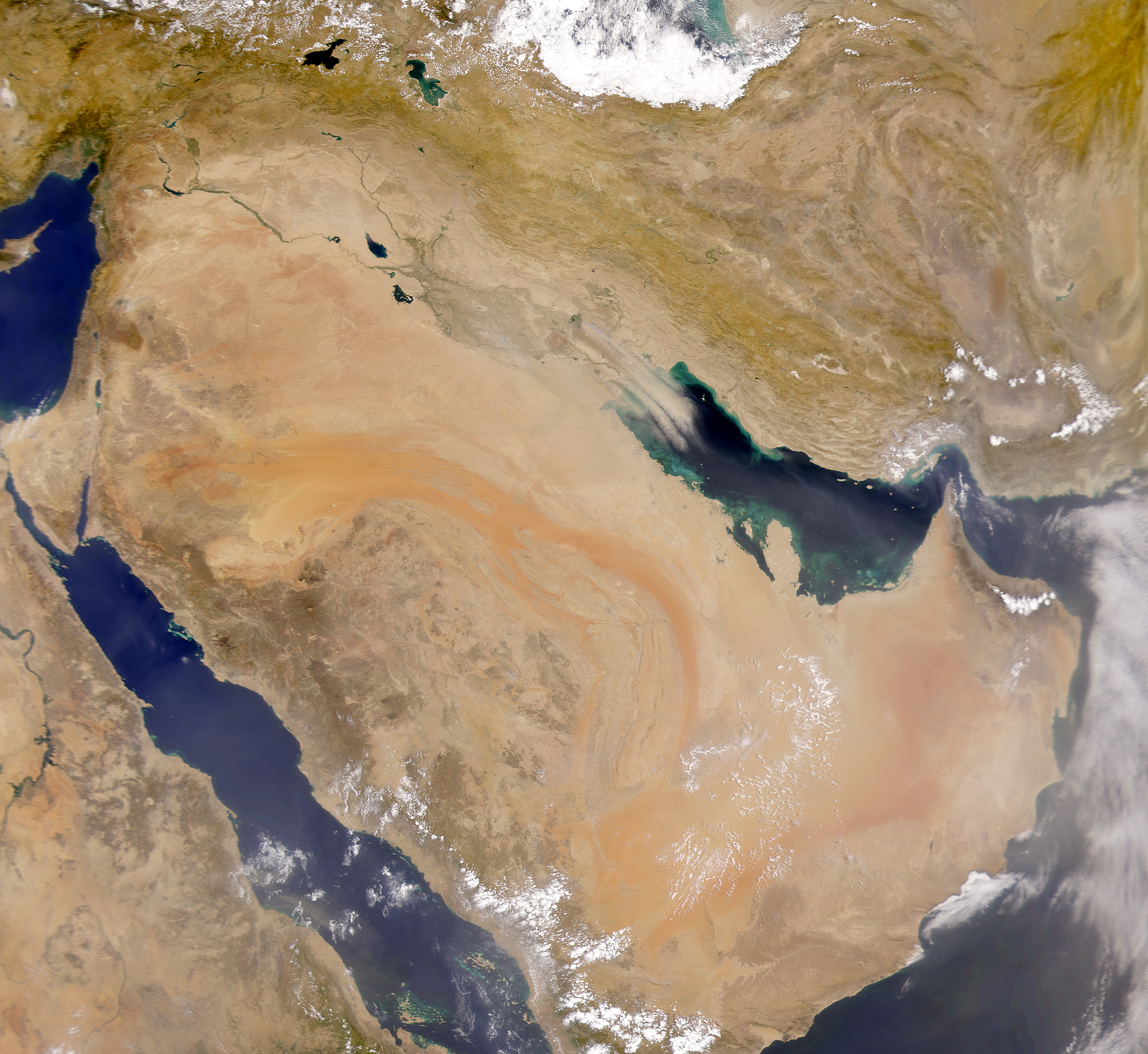
Arabia Saudyjska widziana z kosmosu.

- Oman – 676 km
- Jemen – 1458 km

Linia brzegowa – 2510 km

## Budowa geologiczna i rzeźba
Arabia Saudyjska w dwóch trzecich zajmuje obszar Półwyspu Arabskiego. Obszar ten stanowił część dawnego kontynentu afrykańskiego. Oddzielenie półwyspu od kontynentu nastąpiło pod wpływem ruchów tektonicznych w środkowym trzeciorzędzie. Na obszarze całego kraju dominują utwory jurajskie i kredowe, które spoczywają na prekambryjskim podłożu. Utwory wulkaniczne powstały w okresie kredowym i kenozoicznym, tworzę one pola lawowe w górach Dżabal al-Hidżaz.
Arabia jest krajem w większości wyżynnym, gdzie niemal cała powierzchnia jest zajęta przez rozległy płaskowyż. Obszar ten jest od zachodu ograniczony pasmem gór Dżabal Al-Hidżaz, które ciągnie się w równolegle do wybrzeża Morza Czerwonego w odległości około 50 km od jego brzegów. Płaskowyż łagodnie opada, przechodząc w rozległy obszar nizinny o wysokości od 100 m n.p.m. na przy granicy z Emiratami do 300 m n.p.m., gdzie dalej wznosi się ów płaskowyż. Średnia wysokość kraju nad poziom morza wynosi około 600 m n.p.m.
Arabię Saudyjską można podzielić na trzy główne krainy. Są to: Płaskowyż Centralny zwany po arabsku Nadżd i nie przekracza on 1300 m n.p.m. Drugi Obszar to góry zrębowe Dżabal al-Hidżaz o maksymalnej wysokości do 3000 m n.p.m., gdzie ich najwyższy szczyt – Dżabal as-Sauda wznosi się na 3132 m n.p.m. Ku północy góry Al-Hidżazu opadają, gdzie w regionie Mekki najwyższy szczyt Dżabal al-Karmajt mierzy 2585 m n.p.m., a w regionie Medyny pasmo gór wznosi się na około 1800 m n.p.m. Do trzeciej krainy należą niziny nadmorskie: Tihama na zachodzie i Al-Ahsa na wschodnim wybrzeżu. Wzdłuż zachodniego wybrzeża ciągną się liczne niewielkie wyspy przybrzeżne, a linia brzegowa kraju jest nieznacznie rozwinięta – niewielkie zatoki i łagodne szerokie półwyspy.
Charakterystyczną cechą krajobrazu Arabii są pustynie, które zajmują blisko połowę powierzchni kraju. W skład pustyń wchodzą: Pustynia Ar-Rab al-Chali, zajmuje ona południową część kraju i jest największą na świecie pustynią piaszczystą. Występują na niej ruchome piaski w postaci wydm o wysokości do 200 m. W północnej części kraju znajdują się mniejsza pustynia piaszczysta – Wielki Nefud. Obszary te miejscami są pokryte żwirem.

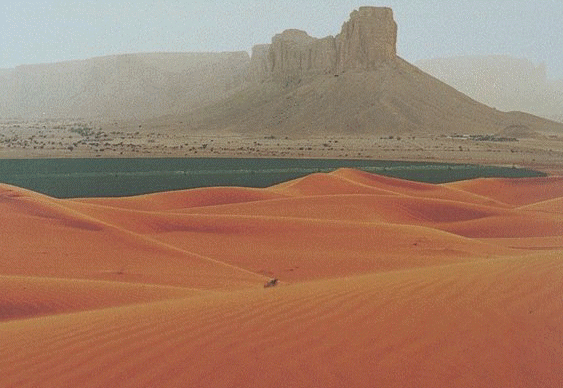
Obszary pustynne w Arabii Saudyjskiej

## Klimat
Arabia Saudyjska leży w strefie klimatu zwrotnikowego suchego, gdzie na przeważającej części kraju panuje klimat skrajnie suchy. Klimat Arabii Saudyjskiej należy do najbardziej surowych na świecie i jest to jeden z najgorętszych obszarów na Ziemi. Już kilkanaście kilometrów w głąb lądu klimat posiada cechy kontynentalne, gdzie wpływ morza jest niewielki. Poza tym fakt ten potęguje sama szerokość Morza Czerwonego, gdzie dalej znajduje się zwarty obszar Afryki. Podobnie jest na wschodzie, gdzie wody Zatoki Perskiej nie są rozległe, a za nimi, leży ogromny obszar Azji. To sprawia, że klimat w Arabii Saudyjskiej jest kontynentalny, a wpływ zbiorników wodnych jest niewielki i przekłada się nieznacznie na temperatury.
Opady w kraju są niewielkie lub w ogóle nie występują. Znaczne obszary pustyń są w zasadzie pozbawione jakichkolwiek opadów, gdzie te występują raz na kilka lat i mają postać gwałtownych i krótkotrwałych ulew. Ogólna wartość opadowa w kraju wynosi 100 mm, gdzie połowa kraju reprezentuje wartości rzędu od 20 do 70 mm rocznie. Fakt istnienia Morza Czerwonego i wód Zatoki Perskiej nie ma żadnego wpływu na wielkość opadów w kraju. Dla przykładu w mieście Dżudda nad Morzem Czerwonym rocznie spada zaledwie 80 mm deszczu. Opady mają więc postać epizodyczną. Nie znaczy to, że kraj wolny jest od powodzi, które raz na kilka, kilkanaście lat nawiedzają niektóre obszary kraju. Ostatnia dotkliwa powódź miała miejsce pod koniec listopada 2009 roku, gdzie w Dżuddzie spadło do 70 mm deszczu, czyli tyle ile mniej więcej wynosi średnia roczna dla tego miasta. Deszcze zdarzają się głównie w okresie zimowym. Jednak góry na południu kraju (Asir) otrzymują opady latem, co wiąże się z pewnym wpływem monsunu znad Oceanu Indyjskiego. Średnia wartość dla Dżabal Al-Hidżaz wynosi od 400 do 600 mm rocznie. Dotyczy to jednak południowego odcinka pasma tychże gór. Na niewielkich skrawkach gór Asir przy granicy z Jemenem, wartości mogą dochodzić nawet do 1000 mm deszczu rocznie.
Temperatury są skrajne, kraj jest jednym z najgorętszych miejsc na świecie. Ogólna wartość termiczna dla całego kraju wynosi około 30 °C. Kraj cechują wysokie dobowe amplitudy temperatur, a także roczne, choć te są nieco łagodniejsze. Latem na wybrzeżach średnie dobowe wartości oscylują w granicach 30–32 °C, ale już 50 km dalej temperatury są o 10 °C wyższe, np. w Mekce latem w dzień jest około 45 °C, a w nocy 20 °C. W głębi lądu te wartości jeszcze bardziej się rozszerzają. Na pustyni Ar-Rab al-Chali w dzień temperatura dochodzi do 50–53 °C, w nocy obniża się do zaledwie 10 °C. Okres zimy w Arabii także jest nacechowany wysokimi temperaturami. Średnia na wybrzeżu waha się od 15 do 20 °C, a w głębi lądu od 20 do 25 °C. Na pustyni zimą w dzień jest dość upalnie, temperatury w zależności od miesiąca wahają się od 25 do 30 °C, w nocy jest zimno i nierzadko występują przymrozki, ponieważ dłuższa od dnia noc sprawia, że powierzchnia pustyni szybko oddaje swoje ciepło.
Charakterystyczną cechą klimatu Arabii poza wysokimi temperaturami i niewielkimi opadami, jest niezwykła suchość powietrza. Dotyczy to w szczególności pustyń, gdzie przez cały rok jest sucho, a zachmurzenie prawie nie występuje. Inną cechą klimatu są częste burze piaskowe i pyłowe, które często nawiedzają miasta arabskie, w tym stolicę kraju Ar-Rijad. Wiosną i latem wieje suchy i zarazem gorący wiatr – chamman, który nie tylko wywołuje burze piaskowe, ale podnosi także temperaturę, zwłaszcza tę odczuwalną przez człowieka.

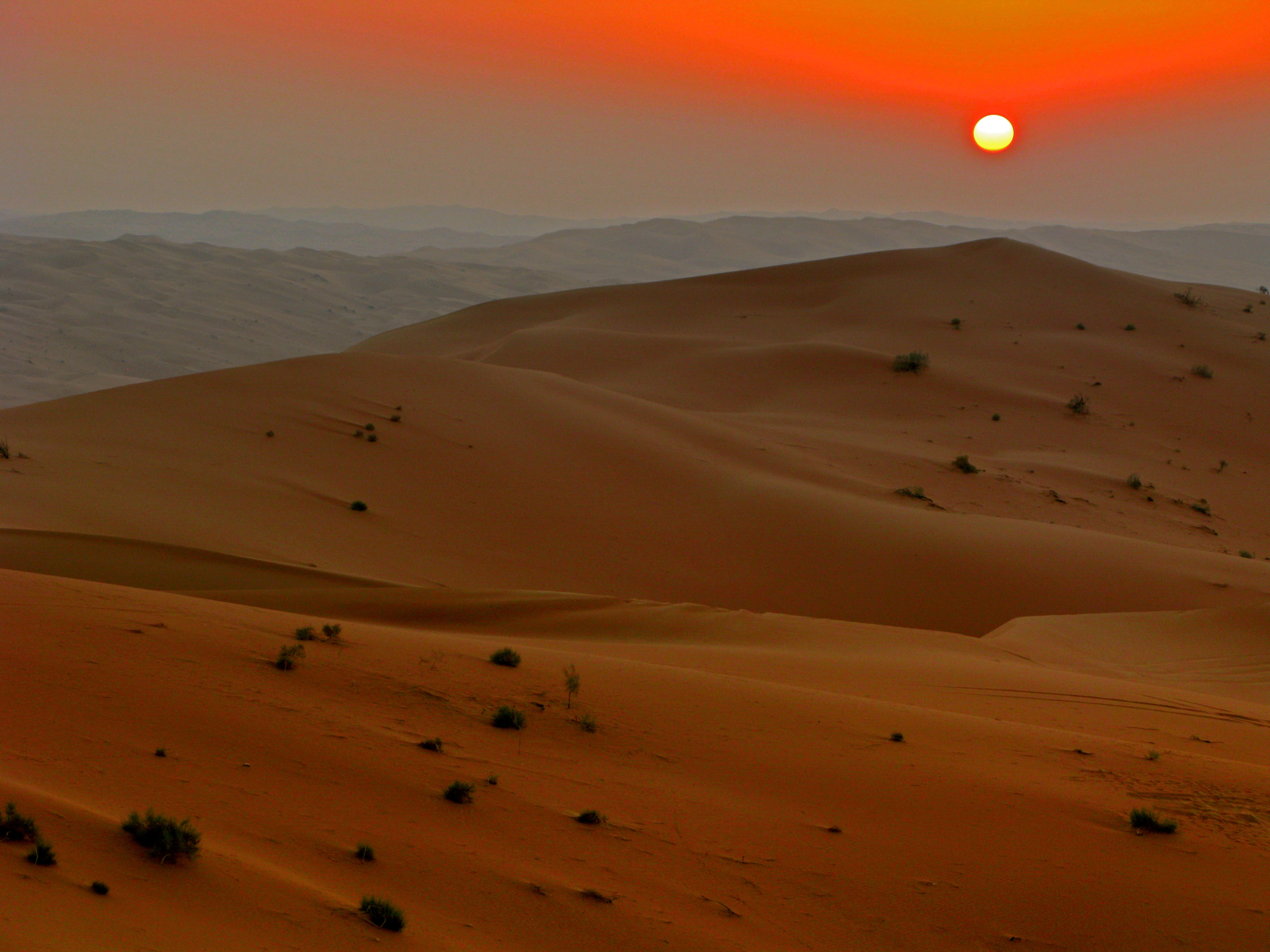
Pustynia Ar-Rab al-Chali

## Wody
Państwo Saudów należy do najbardziej suchych regionów świata. W kraju praktycznie nie ma sieci rzek, występują jedynie suche doliny wadi, wyschnięte koryta rzek. Najdłuższa dolina wadi – Wadi ar-Rima ma 900 km długości. W dolinach tych raz na kilka lat pojawiają się wartko płynące rzeki. Na zachodzie kraju występują nielicznie rzeki okresowe, wypełniające się płynącą wodą w czasie krótkich deszczów. Arabia Saudyjska pozbawiona jest jezior. Wody stojące występują jedynie w nielicznych oazach.
Duży za to jest zasób wód podziemnych, które są głównym źródłem wody dla mieszkańców tego kraju. Budowa geologiczna i rzeźba kuestowa warunkują rozmieszczenie ujęć płytkich wód podziemnych, a także źródeł artezyjskich. Duże znaczenie w kraju mają zasoby wód podziemnych, które zalegają w warstwach wodonośnych na zachodzie kraju. Wody te występują na głębokości od 800 do 1300 m pod powierzchnią ziemi. Inne obszary wód podziemnych znajdują się na wschodzie kraju, a także pod dnem Zatoki Perskiej. Drugim źródłem wody są odsalarnie wody morskiej, działające nad Morzem Czerwonym i Zatoką Perską. Taki kraj jak Arabia Saudyjska, który jest głównym eksporterem ropy naftowej może pozwolić sobie na tego typu przedsięwzięcie. Same odsalarnie są zasilane właśnie ropą naftową.

## Gleby
Generalnie gleby w Arabii Saudyjskiej są nieurodzajne, a wiele miejsc jak pustynia Ar-Rab al-Chali są pozbawione warstwy glebowej, a zamiast niej występują piaski pustyni w postaci falujących wydm. W kraju dominują jałowe yermosole, a poza nimi arenosole i regosole. W niektórych miejscach arenosole i regosole posiadają rozwinięty poziom próchniczny. Gleby tą są dzięki temu dość żyzne i występują wzdłuż granicy z Jemenem, oraz w części północno-zachodniej. Yermosole są prymitywnymi glebami pustynnymi, jednak oprócz nich istnieją jeszcze bardziej uboższe gleby – litosole. Litosole występują w górach Arabii Saudyjskiej. Poza tymi wyżej wymienionymi warstwami glebowymi w kraju miejscami występują warstwy gleb zasolonych, zwanych sołonczakami. Gleby te powstały w wyniku zasolenia wodami morskimi. Ta przyczyna sprawia, że występują one jedynie w strefach wybrzeży.

## Flora
Suchy klimat, wysokie i skrajne temperatury sprawiają, że szata roślinna w Arabii Saudyjskiej jest niezwykle uboga. Zagęszczenie roślinności jest marginalne, niewiele jest obszarów leśnych, które zajmują w kraju około 1%. Dominującą formacją roślinną w kraju jest roślinność efemeryczna i suchorośla. Są to głównie suche kolczaste krzewy, suche trawy i rośliny pojawiające się tylko na krótki czas, gdy występują opady deszczu. Głównym gatunkiem drzew są palmy – palma daktylowa. Obszary zasolone są porośnięte halofitami.
Nieco bogatsza roślinność występuje w obrębie dna dolin wadi. Rosną tam m.in. krzewy tamaryszku i saksaułu, oraz drzewa akacji. Stała roślinność występuje także w oazach. Bogata szata roślinna rośnie także w regionie Asir, czego powodem są wyższe niż na obszarze reszty kraju opady deszczu. Poza naturalną szata roślinną w obszarach miejskich występuje roślinność, która pierwotnie nie występowała w Arabii Saudyjskiej. W wodach Morza Czerwonego z północy na południe ciągną się rafy koralowe.

## Fauna
Arabia Saudyjska leży na styku wschodnich krańców Krainy Etiopskiej i Regionu Śródziemnomorskiego. Świat zwierząt jest w tym kraju bogaty, czego przyczyną jest niska gęstość zaludnienia. W Arabii występują głównie pustynne i górskie gatunki zwierząt. Należą do nich m.in. ariel, gazela Lodera, oryks i spokrewniony z kozami arabotar blady z grupy ssaków parzystokopytnych. Wśród drapieżników spotkać można fenka pustynnego, lamparta, szakala złocistego i hienę pręgowaną. W kraju występuje również góralek abisyński. Świat ptaków reprezentują takie gatunki jak raróg górski i kulon. Z gadów na obszarze całego kraju występują różne gatunki jaszczurek np. waran szary, scynk aptekarski i gekon. Pustynie Arabii są także miejscem rozwoju szarańczy, która rozprzestrzenia się nie tylko na obszarze kraju, ale i migruje na sąsiednie tereny Azji i Afryki.
W wodach Morza Czerwonego z północy na południe ciągną się rafy koralowe.
Z powodu dużych zanieczyszczeń wywołanych eksploatacją ropy naftowej, w małym stopniu występują liczne gatunki ryb i skorupiaków, a także perłopławy. W Arabii Saudyjskiej założono 10 parków narodowych, które chronią przyrodę na obszarze blisko 3% powierzchni kraju, czyli około 62 tysięcy km².